# Brynolf Wendt
Brynolf Vitalis Wendt, född 24 december 1925 i Gamlestaden, Göteborg, död 8 augusti 2018 i Halmstad, var en svensk ämbetsman och politiker. Han var åklagare, polis och partiledare för Sveriges Pensionärers Intresseparti.
Wendt var anställd hos Strix Television och var kanske mest känd som programledare och senare bisittare i tv-programmet Efterlyst. Wendt var också programledare för tv-serien Brott och skratt i TV3. Han var god vän med Robert Aschberg.
Wendt var en av grundarna till nätverket Jusek-seniorerna i Västsverige. Han har kallats ”skattesmitarnas skräck” och  ”ekobrottslingarnas fiende nummer ett”. När Expressen utsåg ”Årets 100 svenskar” 1997 hamnade Wendt på plats 83.

## Biografi
Brynolf Wendt föddes och växte upp i Gamlestaden i Göteborg. Han hade juris kandidat- och distriktsåklagarexamen samt polischefsutbildning och hade arbetat som polis i Stockholm. Han var länsåklagare i Hallands län 1972–1985, överåklagare vid åklagarmyndigheten i Göteborg 1986–1990 och polischef (länspolismästare). Han var också rättsdebattör och förlagskonsult. Han gick i pension 1990.
Wendt var ensam programledare för Efterlyst vid första säsongen hösten 1990 och blev sedan bisittare till Hasse Aro.

### Politikern
I många år var Wendt medlem i socialdemokraterna, och arbetade politiskt bland annat genom att hålla föredrag samt första maj-tal, tills partiet i februari 1997 bestämde sig för att verka för ett avskaffande av kärnkraften, varpå han gick ur. Han uppgav att han slutade rösta på socialdemokraterna efter att Kjell-Olof Feldt lämnade regeringen och röstade istället blankt.
Wendt blev medlem i Sveriges pensionärers intresseparti (SPI) och var dess partiledare från hösten 1997 till hösten 1999. Han lämnade Efterlyst på grund av valrörelsen under hösten 1998 och ersattes av Leif G.W. Persson. Under Wendts ledning blev SPI det största partiet utanför riksdagen 1998. Efter valet 1998 hade Wendt politiska uppdrag i Hallands läns landstingsfullmäktige. Han lämnade partiledarposten på grund av partimedlemmarnas bristande intresse för ekonomisk tillväxt. I mars 2000 lämnade Wendt partiet på grund av interna motsättningar och blev politisk vilde i fullmäktige. På hösten 2005 återkom Wendt som partiledare, men avgick ånyo 2007. Efter valet 2006 blev han ledamot för SPI i Halmstads kommunfullmäktige.
Han angrep Göran Persson hårt flera gånger. Under sin tid i SPI sökte han valsamverkan med Kristdemokraterna och önskade en borgerlig regering framför en socialdemokratisk. I en plan av Kenneth Sandberg var Brynolf Wendt näst Ian Wachtmeister tilltänkt partiledarkandidat för ett nytt invandringskritiskt parti som skulle ta sig in i riksdagen 1998. Wendt svarade dock inte på Sandbergs förfrågan. Under valrörelsen 2006 anklagade den halländska landstingspolitikern och SPI-medlemmen Ingeborg Oleni Wendt för främlingsfientlighet, men anklagelserna tillbakavisades av Jan Steimer.